# Stactobia aurea
Stactobia aurea is een schietmot uit de familie Hydroptilidae. De soort komt voor in het Afrotropisch gebied.